# Johnny (film)

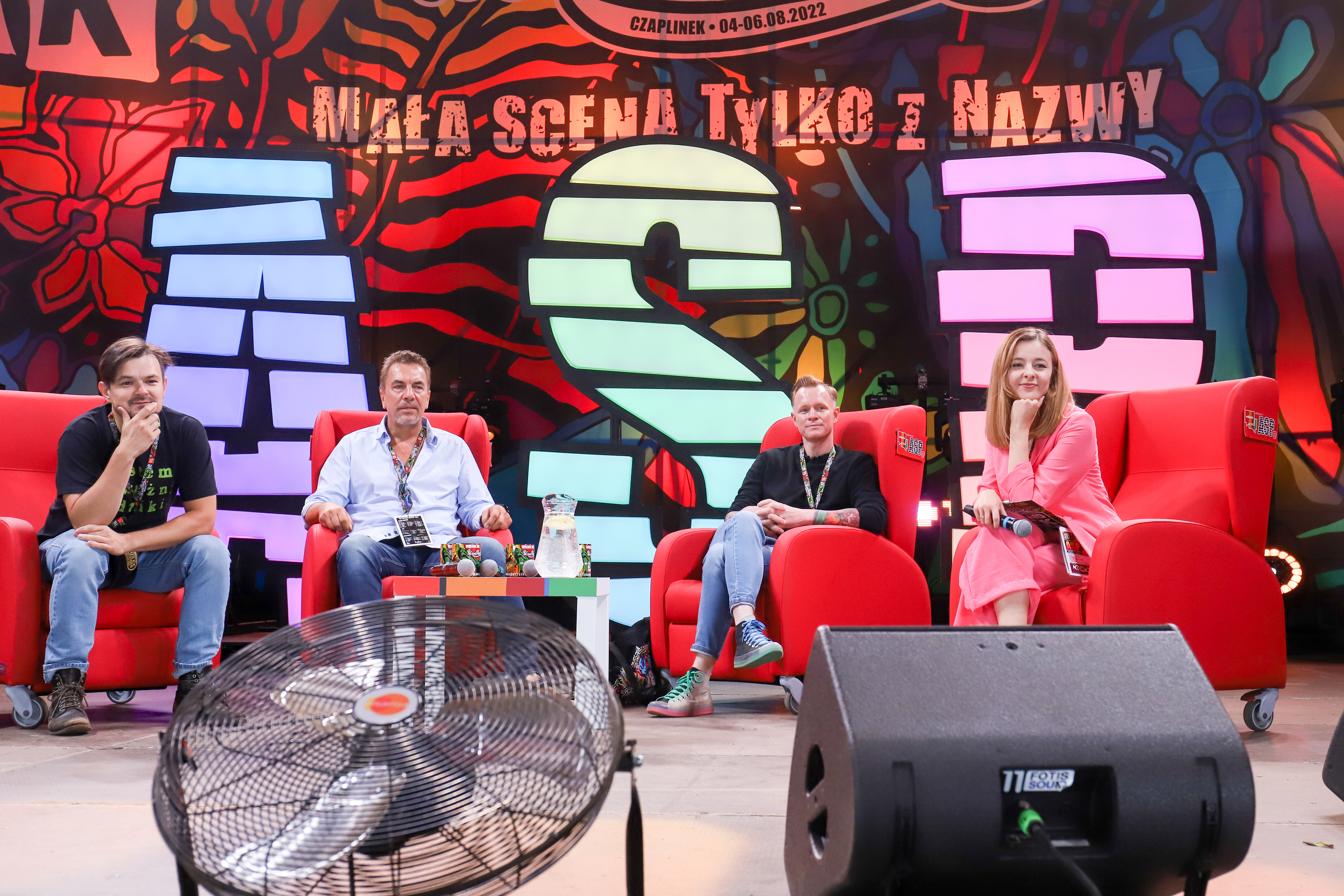
Spotkanie z twórcami filmu na Pol’and’Rock Festival w 2022 roku

Johnny – polski film biograficzny z 2022 roku w reżyserii Daniela Jaroszka, opowiadający o życiu księdza Jana Kaczkowskiego.
Zdjęcia kręcono w Konstancinie, Pucku,  Sopocie i Żyrardowie.

## Obsada
Źródło:
- Dawid Ogrodnik – ksiądz Jan Kaczkowski
- Piotr Trojan – Patryk Galewski
- Beata Zygarlicka – Anna
- Grażyna Bułka – Jadwiga
- Maria Pakulnis – Hanna
- Joachim Lamża – Roman Zalewski
- Marta Stalmierska – Żaneta
- Jakub Nosiadek – „Pablo”
- Anna Dymna – Helena Kaczkowska, matka Jana
- Witold Dębicki – Józef „Ziuk” Kaczkowski, ojciec Jana
- Magdalena Czerwińska – Magda, siostra Jana
- Michał Kaleta – Filip, brat Jana
- Feliks Szajnert – arcybiskup
- Jerzy Owsiak – on sam
- Katarzyna Anzorge – ekspedientka
- Beata Bandurska – matka Patryka
- Ivo Badrycz – realizator
- Mariusz Bąkowski – Marcin
- Maria Bednarska – Karolina
- Konrad Beta – dresiarz
- Maciej Bieliński – instruktor
- Anna Biernacik – dziewczyna na imprezie
- Robert Ciszewski – ksiądz asystent
- Mateusz Czwartosz – Daniel
- Łukasz Dąbrowski – ratownik
- Łukasz Gajdzis – lekarz
- Piotr Głuchowski – współwięzień
- Magdalena Gorzelańczyk – Agnieszka
- Beata Ikwanty – pielęgniarka Beata
- Paweł Jusiński – Zwyrol
- Hanna Klepacka – Aneta
- Ryszard Kluge – starszy mężczyzna
- Maciej Kraszewski – dziennikarz w radio (tylko głos)
- Milena Lisiecka – sędzia
- Piotr Łukaszczyk – wychowawca
- Grzegorz Małecki – dziennikarz w studio TV
- Katarzyna Z. Michalska – dziennikarka Kasia
- Krystian Modzelewski – prowadzący
- Jan Napieralski – kierowca złodziej
- Jerzy Nasierowski – Bolesław
- Kazimierz Nowak – uczeń
- Mikołaj Osiński – pomocny klawisz
- Judyta Paradzińska – kobieta za szybą
- Ireneusz Pastuszak – ojciec Patryka
- Paweł Plewa – Seba
- Kordian Rekowski – Rajmund
- Ewa Rodart – Barbara
- Andrzej Róg – pan Józef
- Jolanta Rychłowska – pielęgniarka
- Jakub Sierenberg – Szymon
- Iwona Sitkowska – Grażyna
- Wojan Trocki – technik
- Maciej Winkler
- Michał Włodarczyk – Kędzior

## Nagrody i nominacje
Podczas Festiwalu Polskich Filmów Fabularnych w 2022 roku film otrzymał Nagrodę Publiczności oraz Złotego Kangura. Poza tym otrzymał także wyróżnienia w kategoriach: główna rola męska (Piotr Trojan) i debiut aktorski (Marta Stalmierska). W tym samym roku film otrzymał Złoty Bilet Stowarzyszenia Kina Polskie, a Daniel Jaroszek otrzymał Nagrodę im. Janusza „Kuby” Morgensterna „Perspektywa”.
Podczas 25. ceremonii wręczenia Orłów film otrzymał nagrody w kategoriach: najlepsza charakteryzacja (Liliana Gałązka), najlepsza główna rola męska (Dawid Ogrodnik i Piotr Trojan) i najlepsza drugoplanowa rola kobieca (Maria Pakulnis). Otrzymał także Nagrodę Publiczności. Nominowany był również do nagród w kategoriach: najlepszy film, najlepszy scenariusz (Maciej Kraszewski), najlepszy dźwięk (Sebastian Brański, Wojciech Mielimąka, Marcin Kasiński), odkrycie roku; za reżyserię filmu (Daniel Jaroszek).
Podczas Ogólnopolskiego Festiwalu Sztuki Filmowej „Prowincjonalia” w 2023 roku film otrzymał nagrodę główną za najlepszy film fabularny i za najlepszą rolę męską (Dawid Ogrodnik). Na Festiwalu Aktorstwa Filmowego we Wrocławiu w tym samym roku nagrodę „Złotego Szczeniaka” otrzymali Dawid Ogrodnik i Maria Pakulnis. Na Kozzi Film Festiwal Maria Pakulnis zdobyła nagrodę za najlepszą drugoplanową kreację aktorską. Film zdobył także Nagrody Publiczności Koszalińskiego Festiwalu Debiutów Filmowych „Młodzi i Film” i Festiwalu Filmowego im. Krzysztofa Komedy, a podczas Międzynarodowego Festiwalu Filmowego „Maksymiliany” film otrzymał Nagrodę Główną w konkursie filmów fabularnych.